# ویلیام گامینارا
ویلیام گامینارا (انگلیسی: William Gaminara) بازیگر اهل بریتانیا است. وی از سال ۱۹۵۱ میلادی تاکنون مشغول فعالیت بوده‌است.
از فیلم‌ها یا برنامه‌های تلویزیونی که وی در آن نقش داشته‌است می‌توان به تلفات، مأموران مخفی، پدر براون و شاهد خاموش اشاره کرد.